# Plutodes nilgirica
Plutodes nilgirica är en fjärilsart som beskrevs av George Francis Hampson 1895. Plutodes nilgirica ingår i släktet Plutodes och familjen mätare. Inga underarter finns listade i Catalogue of Life.